# Astrologie égyptienne
Ne doit pas être confondu avec Astronomie dans l'Égypte antique.
Les ouvrages portant sur la civilisation égyptienne antique n'évoquent pas de rituels ou de croyance à proprement parler astrologiques. La croyance dans le pouvoir des prêtres, notamment dans certaines capacités divinatoires (crues du Nil, etc) est cependant avérée.
Les anciens Égyptiens pensent que « les étoiles peuvent exercer une influence directe sur le cours des affaires humaines, mais la Babylonie avait beaucoup plus à offrir que l'Égypte ».
L'astrologie égyptienne est surtout d'époque hellénistique (après Alexandre le Grand). Le trait principal est la division du zodiaque en trente-six segments de dix degrés : les décans. Mais ces décans existaient avant l'introduction du zodiaque (par les Chaldéens) en Égypte antique; ils furent incorporés dans le zodiaque lorsque ce dernier fut introduit en Égypte. Les décans sont la raison réelle de la division du jour en 24 heures.

### Textes
- François-Joseph Chabas (éd.), Le calendrier des jours fastes et néfastes de l’année égyptienne (Papyrus Sallier, IV), Paris, 1870.
- O. Neugebauer et R.A. Parker, Egyptian astronomical texts, Providence (Rhode Island), 1960-1969.
- Josef Kroll, « Salmeschiniaka (Livre des nativités ? ; 200 av. J.-C. ?) », Pauly-Wissowa : Real-Encyclopädie der classischen Altertumswissenschaft, Suppl. V, col. 843-846,‎ publié Le plus ancien traité d'astrologie individuelle gréco-égyptienne.

### Études
- Franz Cumont, L'Égypte des astrologues, Bruxelles, 1937 (réédité en 1999 chez Pardès,  (ISBN 2-86714-192-3)).
- (en) Kakosy, "Decans in late-Egyptian religion", in Oikumene, 3 (1982), p. 163-191.
- (en) R. A. Parker, Ancient Egyptian Astronomy, in F. R. Hodson (dir.), The place of astronomy in the ancient world, Londres, 1974, p. 51-65.
- Cahiers de la bibliothèque copte VIII.— Études coptes IV. Quatrième Journée d’Études, Strasbourg 26-27 mai 1988, Louvain-Paris 1995. L. Motte, « L’astrologie égyptienne dans quelques traités de Nag Hammadi » [textes gnostiques], p. 85-102.
- Ph. Derchain, « Essai de classement chronologique des influences babyloniennes et hellénistiques sur l'astrologie égyptienne des documents démotiques », dans J. Nougayrol (ed.), La divination en Mésopotamie ancienne et dans les régions voisines, Paris, 1966, p. 147-158.